# Pozorrubio
Pozorrubio – gmina w Hiszpanii, w prowincji Cuenca, w Kastylii-La Mancha, o powierzchni 44,7 km². W 2011 roku gmina liczyła 370 mieszkańców.